# Giselbert (Luxemburg)
Graf Giselbert (* 1007; † 14. August 1059) war der zweite Sohn des Grafen Friedrich I. vom Moselgau und der Irmtrud von der Wetterau, Tochter des Grafen Heribert. Giselbert folgte seinem Bruder Heinrich II. († 1047) als Graf von Luxemburg und blieb es bis zu seinem Tode.
In den ersten von Giselbert berichtenden Dokumenten wird er auch noch „Giselbert von Longich“ (wohl Longwy) genannt. Die Dokumente handeln hauptsächlich von seinen Plünderungszügen gegen das Erzstift Trier. 
Graf Giselbert erweiterte sein Terrain weiter nach Norden. 1036 wird er in einigen Quellen auch noch Graf von Salm („Comes de Salmo“) genannt, in anderen auch „Comes de Salinis“. Diesen Titel könnte er durch Heirat erworben haben.
Um 1050 wurde er als Vogt der Reichsabtei Echternach und im Sommer 1056 als Besetzer der Vogtei der Reichsabtei Sankt Maximin erwähnt.
Die letzte Erwähnung Giselberts findet sich in einer Urkunde, in der der Kaiser 1056 die Rechte und Pflichten der Vögte neu definiert.

## Familie
Giselbert hatte 6 Kinder:
- Konrad I. (1040–1086), Graf von Luxemburg
- Hermann I. († 1088), Graf von Salm und deutscher Gegenkönig 1081–1088
- Tochter, ⚭ Dietrich von Ammensleben
- Tochter, ⚭ Kuno, Graf von Oltigen
- Adalbero († 1097 in Antiochia), Domherr in Metz,
- Jutta, ⚭ Graf Udo von Limburg (vielleicht identisch mit Graf Walram II. von Arlon, siehe dort).